# Eliza Gilkyson
Eliza Gilkyson (nascida em Hollywood, Califórnia) é uma musicista folk norte-americana baseada em Austin, Texas. Ela é filha do cantor e compositor folk Terry Gilkyson e Jane Gilkyson. É irmã do guitarrista Tony Gilkyson, da banda X.